# Calliste à tête verte
Pour les articles homonymes, voir Tête verte.
Tangara seledon
Espèce
Statut de conservation UICN

 LC  : Préoccupation mineure
Le Calliste à tête verte (Tangara seledon) est une espèce de passereaux appartenant à la famille des Thraupidae. D'après Alan P. Peterson, c'est une espèce monotypique.

## Répartition
Cet oiseau vit dans la forêt atlantique sud-américaine.